# QantasLink
QantasLink – australijska regionalna linia lotnicza z siedzibą w Sydney. Należy  do linii Qantas.

## Flota
Według stanu na maj 2025 flota QantasLink składała się z 109 samolotów o średnim wieku 18,7 lat:
| Samolot                       | Samolot | Samolot   | Liczba miejsc | Liczba miejsc | Liczba miejsc | Uwagi                       |
| Model                         | Aktywne | Zamówione | B             | E             | Łącznie       | Uwagi                       |
| ----------------------------- | ------- | --------- | ------------- | ------------- | ------------- | --------------------------- |
| Airbus A220-300               | 6       | 23        | 10            | 127           | 137           | Dostarczane od grudnia 2023 |
| Airbus A319-100               | 8       | 1         | -             | 150           | 150           |                             |
| Airbus A320-200               | 15      | -         | -             | 180           | 180           |                             |
| De Havilland Canada DHC-8-200 | 1       | -         | -             | 36            | 36            |                             |
| De Havilland Canada DHC-8-300 | 5       | -         | -             | 50            | 50            |                             |
| De Havilland Canada DHC-8-400 | 35      | 5         | -             | 74            | 74            |                             |
| De Havilland Canada DHC-8-400 | 35      | 5         | -             | 78            | 78            |                             |
| Embraer ERJ-190               | 24      | -         | 10            | 84            | 94            |                             |
| Embraer ERJ-190               | 24      | -         | 9             | 88            | 97            |                             |
| Fokker 100                    | 15      | -         | -             | 100           | 100           |                             |
| Łącznie                       | 109     | 29        |               |               |               |                             |